# Fattore intertemporale della traduzione
Con l'espressione fattore intertemporale della traduzione s'intende la divergenza cronologica presente nel processo comunicativo tra i riceventi del prototesto e i riceventi del metatesto.
Prototesto e metatesto, infatti, non vengono realizzati nello stesso preciso momento storico e questa differenza può essere sintetizzata in due tipi di situazione:
1. Un traduttore traduce l'opera di un contemporaneo, la traduzione è definita sincronica (tempo storico del prototesto = tempo storico del metatesto);
2. Un traduttore non lavora a un testo contemporaneo. E allora sceglie se attualizzare il passato o storicizzare (se non vi ricorre anche l'autore è da considerarsi una scelta stilistica del traduttore).

Tradurre un'opera del passato può far sorgere alcuni problemi. In una traduzione il fattore intertemporale è determinato dall'opposizione tra il fattore di conservazione, o di storicizzazione S (retentive translation) e il principio di modernizzazione M (re-creative translation). Nel primo caso il traduttore fa una scelta orientata verso il prototesto, s'identifica con il codice emittente eliminando le possibili influenze che il lettore del metatesto potrebbe esercitare. Nel secondo caso il traduttore va incontro al lettore del metatesto, ne soddisfa le aspettative e condivide il medesimo punto di vista. 

Ci si è interrogati su come la storicizzazione o la modernizzazione intervengano nei vari livelli del discorso e un esperimento ha confermato come la differenza temporale riguardi tutti i livelli della struttura del testo e come quindi le modificazioni operate dal traduttore siano da considerarsi una sua scelta individuale. Non è possibile elaborare una rigida teoria da seguire, ma solo una tipologia di situazioni possibili, in cui il traduttore possa ritrovarsi, che gli consigli come porsi nei confronti del fattore intertemporale.
Abbiamo parlato finora delle influenze del tempo cronologico, ma anche il fattore «tempo cultura» agisce su una traduzione. Con l'espressione «tempo cultura» s'intende la correlazione temporale tra la cultura temporale del prototesto e la cultura del metatesto. Possiamo ritrovare tre casi:
1. Il tempo della cultura del prototesto coincide con il tempo della cultura del metatesto;
2. Il tempo della cultura del prototesto è antecedente al tempo della cultura del metatesto;
3. Il tempo della cultura del prototesto manca nella cultura ricevente.

Il fattore intertemporale nella relazione tra prototesto e metatesto è cruciale, ma cosa succede nella relazione tra metatesto e metatesto? Un prototesto è un'espressione unica e irripetibile, mentre il metatesto è solo una delle espressioni possibili di quel dato prototesto. Inoltre il metatesto è soggetto a un «invecchiamento» più rapido a causa della lingua e dello stile adottati dal traduttore: non sono coordinate stabili nella cultura ricevente, così come non lo sono le aspettative del lettore del metatesto che può sempre preferire un altro metatesto. Una traduzione deve apparire contemporanea alla generazione di quel determinato contesto temporale e comunque, il suo processo d'invecchiamento non è mai assoluto. Da qui la contraddizione del metatesto: è soggetto a invecchiamento eppure può rappresentare un contributo storico allo sviluppo culturale. 

Importante è non dimenticare che il vero scopo di una traduzione è quello di mediare tra autore e cultura emittente e lettore e cultura ricevente.